# Xanthocryptus novozealandicus
Espèce
Xanthocryptus novozealandicus est une espèce de guêpes parasitoïdes de la famille des Ichneumonidae. C'est un insecte originaire de Nouvelle-Zélande. On le trouve également en Australie et en Nouvelle-Guinée. Les femelles chassent les larves de coléoptères xylophages vers le mois de mars, notamment le Foreur du citronnier (Oemona hirta (en)), un capricorne indigène qui creuse des galeries dans le bois des agrumes, des vignes et de nombreuses espèces autochtones. Lorsqu'un hôte approprié a été trouvé, la femelle enfonce son ovipositeur à travers le bois et injecte ses œufs dans la larve. Cela a l'avantage accessoire d'aider à contrôler certains ravageurs. X. novozealandicus préfère s'attaquer aux larves de deuxième année, qui sont plus grosses et plus adaptées à sa propre taille.

## Description
La femelle X. novozealandicus est plus grande que le mâle, atteignant entre 9 et 15 mm de long, tandis que les mâles mesurent seulement entre 5 et 11 mm de long. Les adultes présentent principalement une coloration noire avec des taches blanches couvrant leur thorax et des rayures blanches le long de leur abdomen et de leur tête. Leurs pattes avant sont plutôt courtes et leurs quatre pattes arrière beaucoup plus longues, avec une coloration principalement brun rougeâtre et les extrémités noires. Les deux pattes arrière ont chacune un seul ensemble de bandes blanches. Leurs antennes sont aussi très longues, entièrement noires à l'exception d'une bande blanche distincte près de la pointe. La guêpe utilise la partie blanche de l'antenne pour palper le bois endommagé et identifier un hôte approprié.

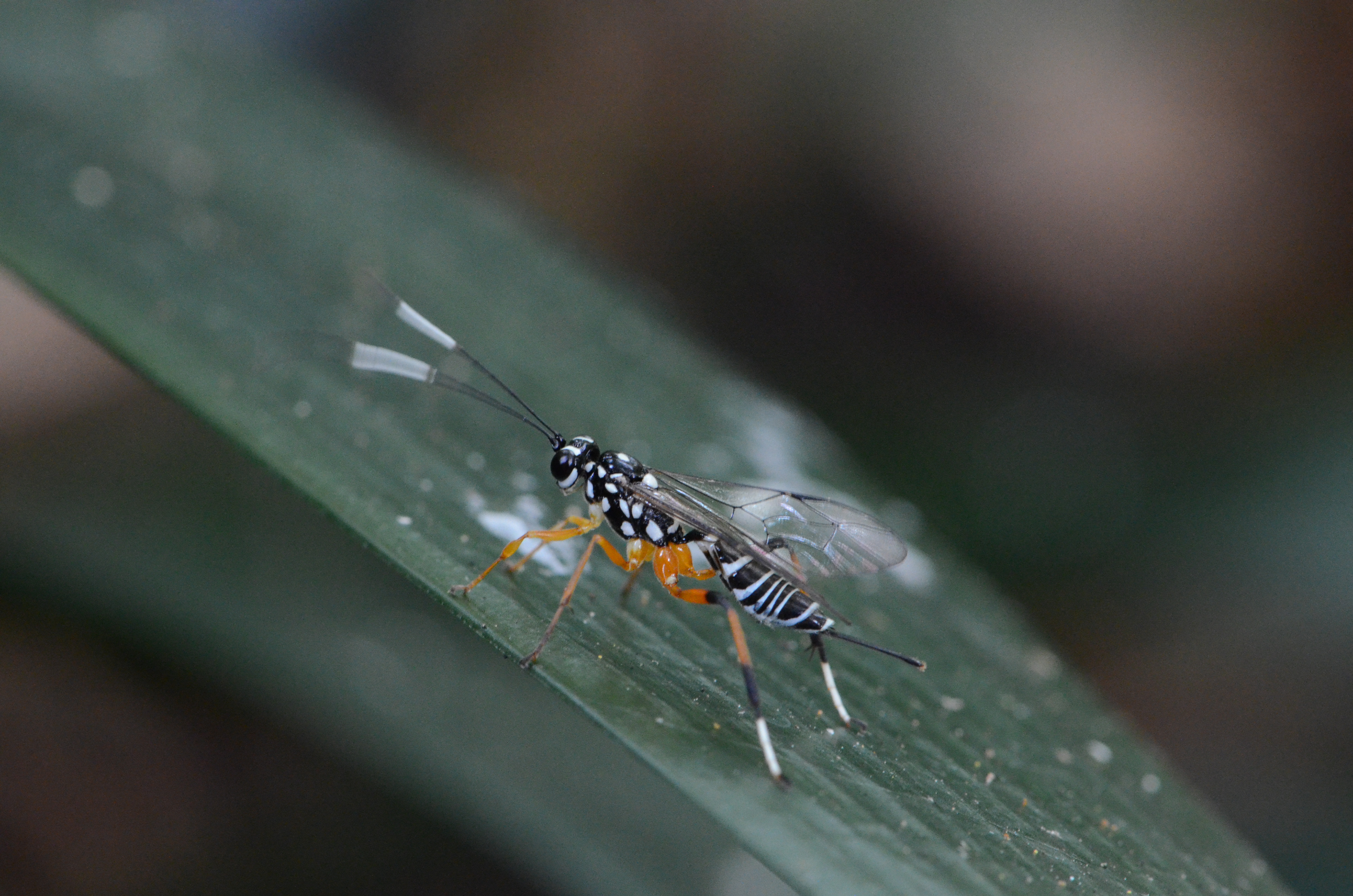
Xanthocryptus novozealandicus.
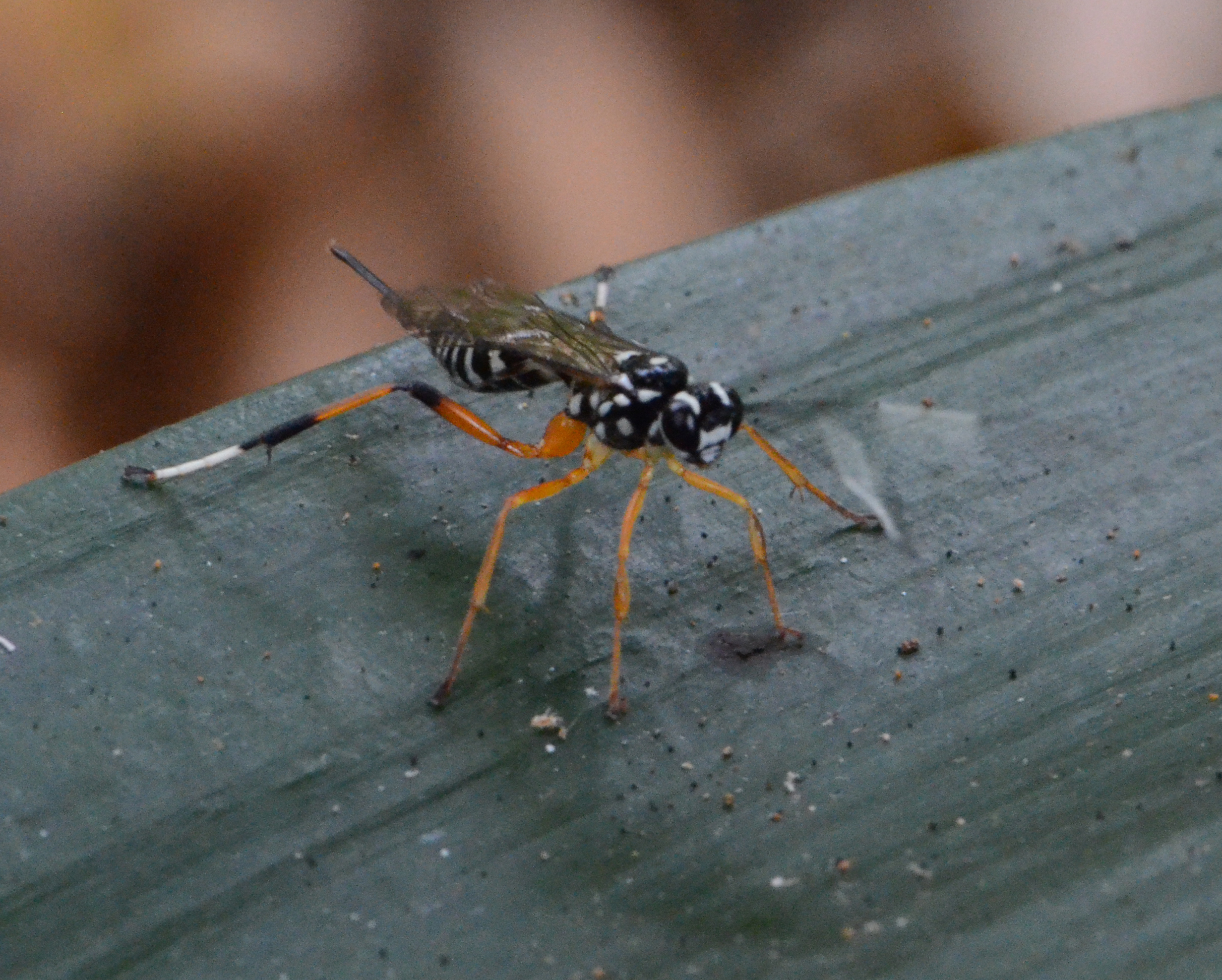
Xanthocryptus novozealandicus à Titirangi, au sud-ouest d'Auckland.

Le coléoptère Drototelus elegans, attaqué par X. novozealandicus, imite la coloration de la guêpe, considérée comme un exemple d'aposématisme aidant à les protéger des oiseaux. Ce coléoptère est connu pour imiter son parasitoïde à la fois par la coloration et le schéma de vol.

## Cycle biologique
Le cycle biologique de X. novozealandicus comprend quatre stades distincts : œuf, larve, nymphe/cocon et adulte. On ne sait pas actuellement combien de temps dure son développement complet. Elle abrite sa progéniture dans le corps des larves de coléoptères,. Au cours du mois de mars, la femelle de X. novozealandicus recherche des hôtes pour pondre ses œufs. Elle est capables d'identifier visuellement les dommages à l'écorce des arbres causés spécifiquement par les coléoptères xylophages. Les chercheurs pensent que ses longues antennes lui permettent de sentir les larves de coléoptères à travers l'écorce, même si celles-ci sont profondément enfoncées dans le bois. Les femelles utilisent une pointe spécialisée en forme de tube appelée ovipositeur pour pénétrer dans le corps de leurs victimes. L'ovipositeur est suffisamment pointu pour pénétrer non seulement dans le corps de la larve, mais aussi dans le bois de l'arbre. Une fois l'ovipositeur inséré, X. novozealandicus pond rapidement ses œufs dans sa victime. Au fur et à mesure que ses larves se développent, celles-ci se nourrissent sélectivement dans le corps de leur hôte pour ne pas le tuer.

## Distribution et habitat
X. novozealandicus est originaire de Nouvelle-Zélande, de Nouvelle-Guinée et d'Australie.

### En Nouvelle-Zélande
L'espèce est présente dans les îles du Nord et du Sud ainsi que dans les îles des Trois Rois. Sur l'île du Nord, on trouve ses populations dans le Northland, à Auckland, le long de la baie de l'Abondance, dans le Manawatū-Whanganui, le Waikato, à Hawke's Bay et dans la région de Wellington. Pour l'île du Sud, elles sont présentes dans la région de Tasman, à Nelson, dans la West Coast, ainsi que dans des parties de Canterbury et d'Otago. Elles ont été observées dans les forêts naturelles dans de petites clairières.

### Habitat
Il n'existe pas beaucoup de recherches sur l'habitat préférentiel de X. novozealandicus en particulier, mais la famille des Ichneumonidae à laquelle il appartient a été observée dans la plupart des environnements terrestres tant que leur espèce hôte est présente.

## Alimentation, proies et prédateurs
Les coléoptères xylophages sont la principale source de nourriture de X. novozealandicus depuis le stade larvaire jusqu'à l'âge adulte. Il n'existe pas beaucoup de recherches sur leur régime alimentaire une fois qu'ils ont émergé du corps de leur hôte, mais les guêpes parasitoïdes adultes ont en général tendance à se nourrir de nectar, de pollen et de miellat.
X. novozealandicus, comme tous les Ichneumons, est extrêmement bénéfique pour l'agriculture car elle parasite principalement des espèces nuisibles. Ce sont quelques-unes des rares espèces qui profitent aux humains grâce à leur parasitisme. Le foreur du citronnier (Oemona hirta (en)) est un ravageur agricole commun qui endommage les vignobles et les plantations d'agrumes. X. novozealandicus, sert donc un objectif horticole vital en maintenant les populations d’Oemona hirta sous contrôle. Rien qu'à Auckland, près de 10 à 20% des larves de foreur du citronnier hébergent des larves de guêpes.

### Prédateurs et maladies
On sait peu de choses sur les prédateurs qui chassent spécifiquement X. novozealandicus mais, comme la plupart des guêpes, ils doivent faire face à la prédation aviaire.
On ne connait actuellement aucune maladie de cette espèce.

## Divers
X. novozealandicus a deux autres concurrents similaires qui ont été repérés dans les mêmes régions de Nouvelle-Zélande, Campoplex (en) sp. et Apsicolpus hudsoni. On pensait que ces trois guêpes parasitoïdes se disputaient les mêmes hôtes, mais Campoplex sp. et Apsicolpus hudsoni préfèrent des larves plus petites. Ces deux guêpes ont aussi des ovipositeurs plus longs, ce qui leur permet d'atteindre leurs hôtes plus profondément sous l'écorce que X. novozealandicus.
Il a été constaté que la femelle de X. novozealandicus pond des œufs femelles dans les hôtes les plus grands et des œufs mâles dans les hôtes plus petits. Cela est probablement dû au fait que la femelle est plus grande et exigera plus de nutriments que le mâle.